# Jan Nieuwenhuys
Jan Nieuwenhuys (* 8. Januar 1922 in Amsterdam; † 28. Dezember 1986 ebenda) war ein niederländischer Maler und Mitbegründer der Künstlervereinigung CoBrA.

## Leben und Werk
Jan Nieuwenhuys ging von 1938 bis 1941 zur Rijksnormaalschool in Amsterdam. Sein Bruder ist der Maler Constant. Anfang des Zweiten Weltkriegs nahm Nieuwenhuys Unterricht an der Rijksakademie van beeldende kunsten. Dort lernte er Karel Appel und Corneille kennen. Nieuwenhuys änderte seine Sujets und malte vorwiegend Clowns, Nackte und Liebespaare. Erst nach dem Krieg begann er Fantasietiere zu malen, aggressive Hähne, Katzen und Stiere. Später inspirierten ihn Träume, Kinderzeichnungen, die Kunst geistig Behinderter und primitive Kunst. Vögel, Katzen, und Fantasiewesen, kombiniert aus Mensch, Tier und mechanischen Elementen spielen eine wichtige Rolle in seiner Malerei.
Am 16. Juli 1948 gründeten Corneille, Constant, Karel Appel, Theo Wolvecamp, Anton Rooskens, Eugène Brands und Jan Nieuwenhuys nach dänischem Vorbild die Experimentele Groep in Holland. Wenige Monate später ging diese Gruppe in der Künstlergruppe CoBrA auf.

„Nur kurze Zeit gesellte sich Jan Nieuwenhuys (1922–1986), der Bruder Constants, zu dieser Gruppierung. Unter dem Einfluß der Ecole de Paris beginnt er, eigenartige, surrealistische Bilder mit Fisch– und Phantasiekreaturen zu komponieren. Daneben schafft er totemähnliche Objekte. [...] Jan Nieuwenhuys hatte als COBRA-Mitstreiter figurativ gemalt, nach der Art von Kinderzeichnungen zwar, aber nicht mit der naiven Kindertümlichkeit anderer COBRA-Künstler, vielmehr in einer verfremdeten Weise, die an das Werk des Surrealisten Victor Brauner erinnerte. Diese Entfremdung begleitete auch die spätere, größtenteils abstrakte Malerei von Nieuwenhuys, dessen schroffe Farben und Fadengebilde die Leinwand in Bewegung setzen.“

„I start with my material and my color. With that I express myself. From the material I come to my subject and that is maybe contrary to what painters did in earlier days. I paint the way I write, the way I laugh. That´s why I paint differently all the time, because my moods change. That´s the way I feel./Ich starte mit dem Material und der Farbe. Damit äußere ich mich. Vom Material her komme ich zum Subjekt und das ist vielleicht der Unterschied zu dem, was Maler früher getan haben. Ich male, wie ich schreibe, wie ich lache. Das ist der Grund dafür, das ich unterschiedlich male, weil sich meine Stimmungen ändern. So fühle ich mich.“